# Ciclismo nos Jogos Olímpicos de Verão de 1896 - 100 km masculino
A prova de 100 km do ciclismo nos Jogos Olímpicos de Verão de 1896 ocorreu no dia 8 de abril. Seis ciclistas disputaram a prova, que consistiu de trezentas voltas em torno de uma pista de 333,3 metros.

## Medalhistas
| Ouro   | FRA Léon Flameng      |
| Prata  | GRE Georgios Kolettis |
| Bronze | Nenhuma               |

## Resultados
| Pos. | Atleta                       | Tempo        |
| ---- | ---------------------------- | ------------ |
|      | FRA Léon Flameng             | 3:08:19.2    |
|      | GRE Georgios Kolettis        | Desconhecido |
| –    | GER Bernhard Knubel          | RET41        |
| –    | GER Theodor Leupold          | RET37        |
| –    | GBR Edward Battell           | RET17        |
| –    | GRE Aristidis Konstantinidis | RET16        |
| –    | GER Joseph Rosemeyer         | DNF          |
| –    | AUT Adolf Schmal             | DNF          |
| –    | GER Joseph Welzenbacher      | DNF          |

- DNF: Não completou
- RETn: Se retirou no quilômetro n